# Dół skroniowy

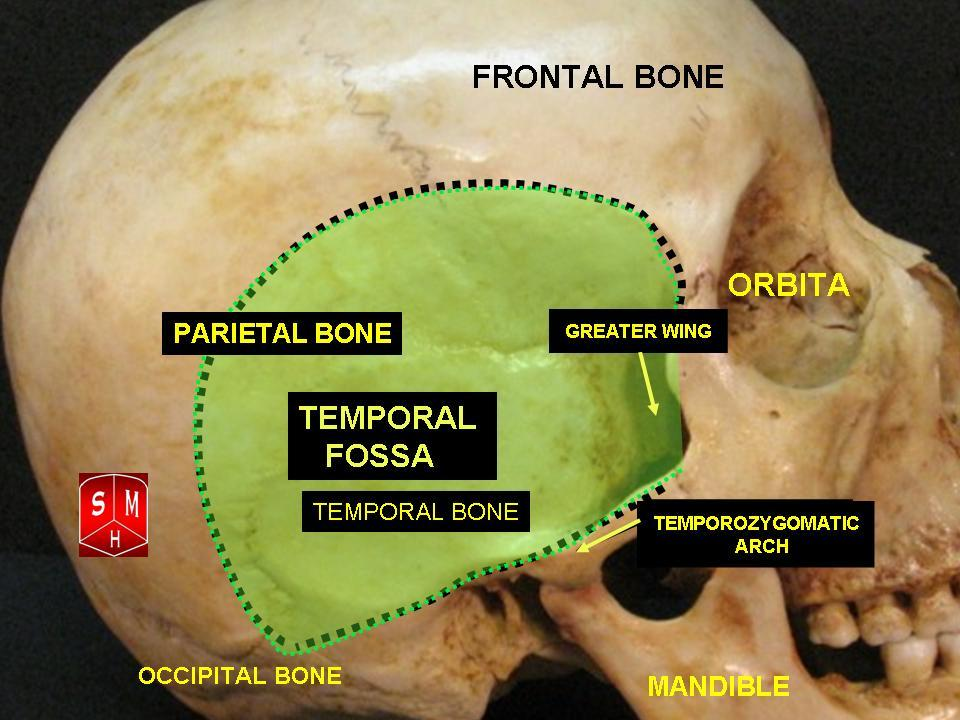
Dół skroniowy

Dół skroniowy (łac. fossa temporalis) – w anatomii człowieka płytki dół na bocznej powierzchni czaszki ograniczony kresami skroniowymi i grzebieniem podskroniowym. Jest wypełniony przez mięsień skroniowy, od którego też wzięła się jego nazwa.

## Ograniczenia
- przyśrodkowo: kość ciemieniowa, część łuskowa kości skroniowej, powierzchnia skroniowa kości czołowej, powierzchnia skroniowa skrzydła większego kości klinowej,
- przód: powierzchnia tylna wyrostka jarzmowego kości czołowej, powierzchnia tylna wyrostka czołowego kości jarzmowej,
- bocznie: łuk jarzmowy,
- dół: grzebień podskroniowy skrzydła większego kości klinowej i brzeg dolny łuku jarzmowego.

## Zawartość
- mięsień skroniowy,
- naczynia skroniowe środkowe,
- naczynia skroniowe głębokie,
- nerwy skroniowe głębokie, gałęzie nerwu żuchwowego,
- gałąź jarzmowo-skroniowa nerwu jarzmowego,
- tkanka tłuszczowa.

Całość pokryta jest powięzią skroniową. Na jej powierzchni zewnętrznej przebiegają:
- naczynia skroniowe powierzchowne,
- gałęzie skroniowe powierzchowne nerwu uszno-skroniowego od nerwu żuchwowego,
- gałęzie skroniowe i jarzmowe nerwu twarzowego,